# Zaika dos Santos

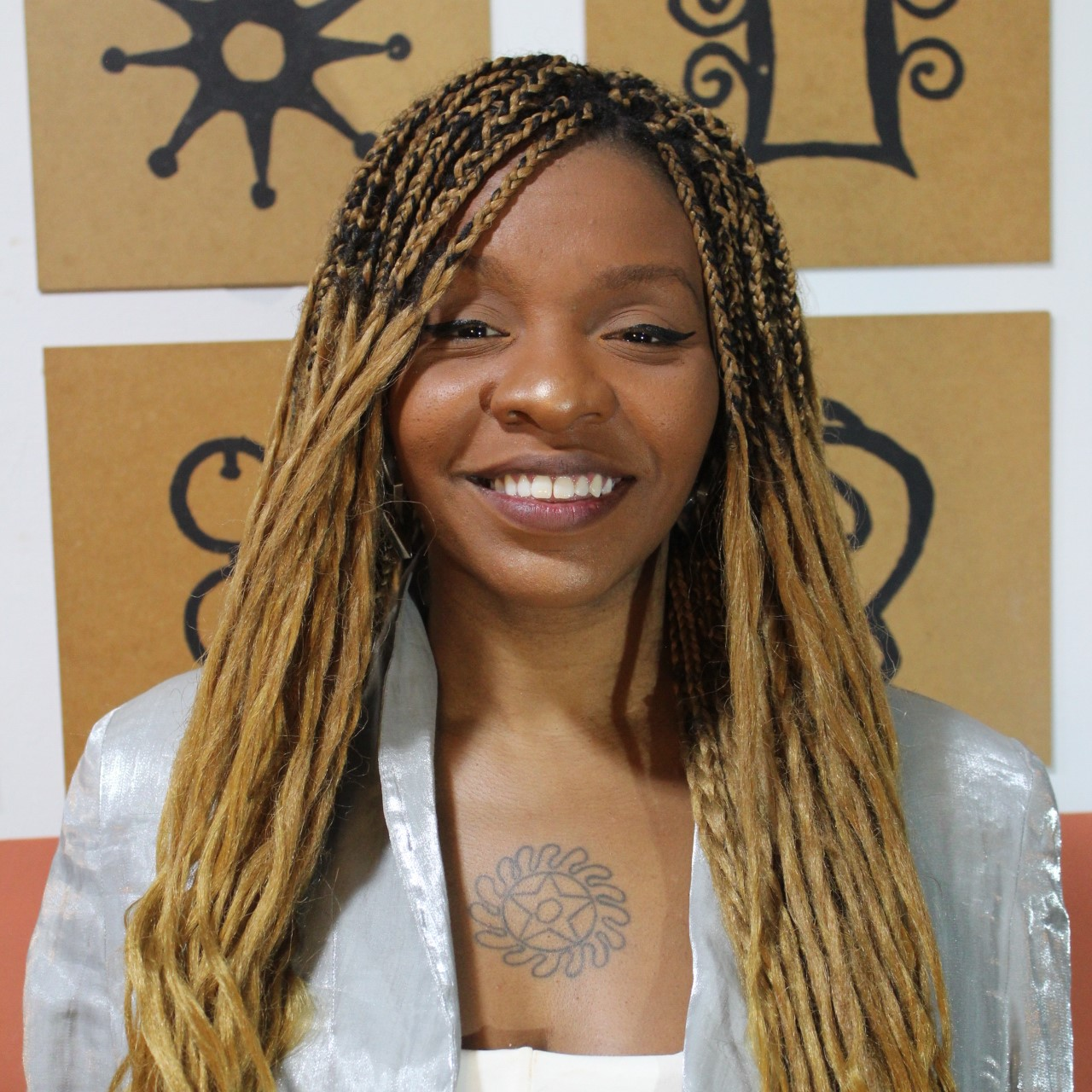
Zaika dos Santos

Zaika dos Santos tem 36 anos, nasceu em Belo Horizonte, é cientista de dados, especialista em inteligência artificial, pesquisadora de tecnologias emergentes, artista multimídia, curadora, designer, palestrante, arte-educadora, pesquisadora, divulgadora científica de Movimentos Especulativos como Afrofuturismo, Africanfuturism e Afropresentismo, criptoartista e pesquisadora NFT e Web 3.0. É realizadora, produtora e editora de ficções especulativas.
É fundadora da Afrofuturismo Arte e STEM, empresa de inovação que combina Tecnologias Emergentes, Ciência de Dados, Ciências Humanas, Ciências Exatas, STEAM, Educação 5.0, CGI, Marketing Digital, Artes e Design Generativo que atende diversos clientes em projetos que abordam movimentos de especulação de futuro.
É um nome expoente no Brasil e internacionalmente na implementação de Tecnologias Emergentes, como inteligência artificial, na articulação da Indústria 5.0 e sua atuação transita entre poder público, empresas privadas, educação e democratização digital.
Ela cunhou o conceito de Afrofuturalidades em sua pesquisa acadêmica nomeada como 'Afrofuturismo: Arte, Ciência, Tecnologia e Inovação Africana e Afrodescendente - Processos Pedagógicos em STEM - Mancala Lab' que tem registro no Sistema Único de Saúde e tem sido uma pesquisa modelo na discussão de futuralidades negras brasileiras. 
Ela é coordenadora geral da comunidade digital Black Speculative Arts Movement no Brasil, fundadora das iniciativas científica/educacional Afrofuturismo: Arte e STEM, do coletivo de educação em tecnologia Saltosoundsystem.

## Destaques
Zaika já foi destaque em diversas mídias pautando seu trabalho e pesquisa multidisciplinar em arte, ciência e tecnologia, já tendo sido capa da revista Glamour de março de 2023, onde contou sua trajetória com a tecnologia digital de maneira híbrida e pautou inteligência artificial. Foi curadora  e palestrante da Semana de Inovação do ENAP GOV 2023 onde sua curadoria teve foco em Ética de IA, mercado 5.0, diversidade e inclusão e design estratégico. Seu trabalho de divulgação científica também se estende para participações em podcasts, como o Mentes da Tecnologia, da revista Forbes e programas televisivos, como Arte na Tecnologia, do canal Arte 1 e Conversa Com Bial.

## Biografia
Zaika nasceu em Belo Horizonte, em fevereiro de 1988. Formou-se como tecnologa em Audiovisual, Radio e TV, e Web Design. Formou se em Licenciatura em Artes Plásticas na Escola Guignard, da Universidade do Estado de Minas Gerais (UEMG). É Cientista de Dados pela Digital House. É pós-graduada Lato Sensu em Inteligência Artificial no Centro Universitário UNA.
Tem atuações na cultura através da música e da arte-educação. Como artista plástica participou de mostras e exposições com obras que abordam a cultura afro-brasileira e afrodiaspórica.
Pesquisa a interseção entre os campos da Arte, Ciência e Tecnologia e a atuação e pioneirismo da população africana e afrodescendente neles, atuando em parceria com instituições, museus e universidades, assim como em ações de divulgação científica. Coordena o núcleo brasileiro do Black Speculative Arts Movement (Movimento das Artes Especulativas Negras), rede global de criativos e pesquisadores de movimentos especulativos negros, fundada por John Jennings e Reynaldo Anderson.
Foi convidada para apresentar sua pesquisa "O Afrofuturismo Brasileiro - Arte, Ciência e Tecnologia Afro-latinoamericana" ao lado de Reynaldo Anderson em dezembro de 2022, no Segundo Encontro Continental de Estudos Afro-Latino Americanos ALARI, na Universidade de Harvard, assim como em diversas outras universidades nacionais e internacionais como Unicamp, UFMG, Universidade Estadual do Maranhão, Universidad de la República (Udelar), entre outras.
Foi liderança negra brasileira pelo Fundo Alas - Fundação Tide Setubal, Porticus e Ibirapitanga. É cientista filiada ao 500 Women Scientists, curadora da II Bienal Black Brasil Art, da exposição 'Mulheres na Ciência: Olhares Sobre o Futuro' - Aliança Francesa, da 'Exposição Imersiva Afro-Remix' - BSAM Brasil, Afro-Remix 2.0, que integra a programação do festival "Fall of the Weimar Republic: Dancing on the Precipice", do Carnegie Hall e de outros artistas em exposições nacionais e internacionais. Também atua com Design Gráfico, Design Estratégico, Storytelling, sendo curadora de Afrofuturismo e Design de Ficção da Semana de Inovação 2023 da Enap. Possui treinamento em cenários do futuro através do 'Afrofuturism 2.0 and Global Security Foresight' utilizando a metodologia de Horizon Scanning, junto à Instituição N Square.

## Palestras, Cursos, Divulgação Científica, Debates, Premiações
- Rio 2C (2024)
- Negrofest - Tecnologia na Colômbia (2024)
- Forbes - Podcast Mentes da Tecnologia (Convidada) (2024)
- Inova pod - Afrofuturalidades- Coexistindo Futuros (Convidada) (2024)
- Palestra Humanidade Expandida e Inteligência Artificial - Night Lab - SESI Lab Brasília (2024)
- Bienal Mini.DOC - 2°Bienal;DOC - Bienal de Arte Digital (Entrevistada) (2024)
- Podcast Trampos Conectados - Portal Terra (Convidada) (2023)
- Workshop Afrofuturismo: Avatares, Filtro AR e Cenários Imersivos - Inteli - Instituto de Tecnologia e Liderança (2023)
- XIV Prêmio Zumbi de Cultura – Premiada na Categoria Artes Visuais - Cia Baobá Minas 2023 (2023)
- Palestra Sinestesia Digital: Arte, Ciência,Tecnologia, Inovação e Mercado 5.0 - Semana de Inovação Pública ENAP 2023 (2023)
- Mentora no Hackathon - "Descontruindo o Racismo nas Relações Digitais" - Fiesp e Universidade Zumbi dos Palmares (2023)
- Tecnologia e Afrofuturismo - Projeto Consciências SESC Tijuca (2023)
- Programa Memórias do Futuro - Canal Arte 1 (Entrevistada) (2023)
- Palestra Inteligência Artificial, CGI, Audiovisual, Educação 5.0 e Educação em STEAM - Residência Professor-Pesquisador - MAM Rio (2023)
- Fórum ECBR E-commerce Brasil 2023 - Painel Humanizando a experiência do usuário com avatares digitais (Speaker) (2023)
- Podcast Papo Preto - Alma Preta Jornalismo - Episódio #137 "De qual Tecnologia estamos falando?" (Convidada) (2023)
- Seminários Replicantes - Museu do Presente: Desafios e Contradições do Digital - Academia de Curadoria (Convidada) (2023)
- Vídeo Cast Afrofuturismo e o Protagonismo Negro - VIVO (Convidada) (2023)
- Encontro "Novas mídias, experiências imersivas e virtualidade" - Núcleo de Pesquisa Fundo (Convidada) (2023)
- Arte do Amanhã - Museu do Amanhã - Provocadora/Mentora de residência (2023)
- Entrevista matéria de capa Revista Glamour - edição março de 2023 (2023)
- MOOC100 Expoentes Negros do Brasil - Premiada na categoria Design e Direção de Arte - MOOC e Hypebeast Brasil (2023)

- Design de Futuros - Palestra de abertura do curso (2023)

- Second Continental Conference on Afro-Latin American Studies - ALARI - Harvard University (2022)
- Curso de atendimento das comunidade tech da CI&T (2022)
- Curso de atendimento das comunidade tech da Alura (2022)
- O Ensino da arte no Brasil: experiências do movimento das escolinhas livres de artes com Zaika dos Santos - Instituto Usiminas (2022)
- Afrofuturalidades, Entre a Realidadee a Ficção: A Semana de Arte Moderna Negra de 1922 - Revista Amarello (2022)
- Keynote: Afrofuturismo 2.0 e Afrofuturalidades - TDC Connections (2022)
- Afrofuturismo - Conversa de Abertura da VI Mostra de Cinema Negro de Mato Grosso (2022)
- Black Women Organizing for the Future - Schomburg Center for Research in Black Culture (2022)
- Podcast Território Específico: Tempo - Inhotim (2022)
- Afrofuturismo - Arte, Ciência, Tecnologia, Inovação Africana e Afrodescendente, com Zaika dos Santos. - ÒDÀRÀ - Ancestralidade, preceito narrativo. (2021)

## Exposições
- Turning to the East: Intersecting Futures and Afro-Asians Connections in a Multipolar World - Amelie A. Wallace Galery - SUNY Old Westbury - Nova Iorque, Estados Unidos (2024)
- The Democracy Project - Fall of the Weimar Republic Festival -  Carnegie Hall - Nova Iorque, Estados Unidos (2024)
- Afro-Remix - Fall of the Weimar Republic Festival - Carnegie Hall - Nova Iorque, Estados Unidos (2024)
- Exposição Imaginando Futuros - SESI Lab Brasília - Brasília, Distrito Federal (2022-2024)
- Performance Híbrida [MA]+GON - Festa da Luz - Belo Horizonte, Minas Gerais (2023)
- Exposição Realidade Expansiva II - Vitória, Espírito Santos (2023)
- Mulheres na Ciência: Olhares sobre o Futuro - Aliança Francesa Botafogo - Rio de Janeiro, Rio de Janeiro (2023)
- Bienal de Arte Digital - Rio de Janeiro, Rio de Janeiro (2022)
- Guerreiras do Transtempo - Ficção Especulativa em NFT desenvolvida em IA através de escrita especulativa autoral (2022)
- Instalação 'Encruzilhada do Futuro' - Pública e Breve Festival - Belo Horizonte, Minas Gerais (2022)
- The Black Angel of History: Myth-Science, Metamodernism, and the Metaverse - Afrofuturism Festival - Carnegie Hall - Nova Iorque, Estados Unidos (2022)
- Festival da Diversidade: Diversicon - Performance Transmidiática "Camadas.csv" - (2021)
- Festival Internacional de Risografia - Artista residente no Faisca Lab - Belo Horizonte, Minas Gerais (2020)
- Performance Disruptiva - Festival Social Gold Brasil - Porto Alegre, Rio Grande do Sul (2020)
- I Bienal Brazil Black Art (Artista premiada) – Memorial do Rio Grande do Sul - Porto Alegre, Rio Grande do Sul (2019-2020)
- Festival Cenas Curtas (Performance Nagô) – Galpão Cine Horto - Belo Horizonte, Minas Gerais (2019)
- BRAsA – Galeria de Arte Mama/Cadela  - Belo Horizonte, Minas Gerais (2019)
- Mostra Premiados da Escola Guignard – Galeria Escola Guignard - Belo Horizonte, Minas Gerais (2019)
- NDÉ! Trajetórias Afro-brasileiras em Belo Horizonte - Museu Histórico Abílio Barreto - Belo Horizonte, Minas Gerais (2018-2020)